# Иоанн (консул 467 года)
Иоанн (лат. Iohannes) — политический деятель Восточной Римской империи, консул 467 года.

## Биография
Его род происходил из города Лихнидос. В 467 году был консулом на Востоке вместе с Иллюстрием Пузеем. В следующем году был магистром оффиций а затем преторианским префектом Иллирии. В этой должности находился до 479 года. Известен как хороший администратор и покровитель искусств.
В 479 году, во время выступления Теодориха Страбона, находился в Фессалонике, где его жизнь дважды подвергалась опасности. В первый раз он подвергся нападению разъяренной толпы и спасся благодаря заступничеству местных священников и знатных людей, а позже на него напали восставшие солдаты. Иоанна спасло только прибытие патриция Адамантия. Вместе с Сабинианом Магном Иоанн убедил императора Зенона не заключать мир с Теодорихом, а продолжить военную кампанию.
Иоанн умер в возрасте 42 лет. Греческий поэт Христодор написал две поэмы в его честь.